# Ante Tomić (Fußballspieler)
Ante Tomić (* 23. Mai 1983 in Zagreb) ist ein ehemaliger kroatischer Fußballspieler, der von 2001 bis 2010 bei Dinamo Zagreb unter Vertrag stand, zwischen 2002 und 2008 aber mehrfach an andere Vereine verliehen wurde.
Tomić war langjähriger kroatischer Junioren-Nationalspieler.
Nach Abschluss seiner Karriere arbeitet er seit 2017 bei mehreren Vereinen unter Igor Biscan als Co-Trainer. Seit Juli 2024 ist er bei Al-Ahli SC tätig, der in der 1. Liga Katars spielt.